# دیلبئک
شهر دیلبئک (به فرانسوی: Dilbeek) در ناحیه اداری ال-ویلوورد در استان فلومیش بربان در منطقه فلاندری در کشور بلژیک واقع شده‌است.